# دایسوکه کانزاکی
دایسوکه کانزاکی (انگلیسی: Daisuke Kanzaki؛ زادهٔ ۲ فوریهٔ ۱۹۸۵) بازیکن فوتبال اهل ژاپن است.